# قضاء دير الكهف
قضاء دير الكهف قضاء يقع في لواء البادية الشمالية، محافظة المفرق في الأردن. ينتمي القضاء للواء البادية الشمالية الذي يضم 5 أقضية. يقدر عدد سكانه بـ 10919 نسمة حسب إحصاء 2015.

## الوصلات الخارجية
- دائرة الاحصاءات العامة